# Daryl Campbell
Daryl „Flea“ Campbell (* 1924 in Pittsburgh; † 29. Oktober 2011) war ein US-amerikanischer Jazzmusiker (Trompete).

## Leben und Wirken
Campbell verließ mit 14 Jahren sein Elternhaus mit der Absicht professioneller Musiker zu werden. Zunächst spielte er in Burlesque-Gruppen; erste Aufnahmen entstanden 1949, als er bei Charlie Spivak and His Orchestra arbeitete. Schließlich gehörte er in den 1950er- und 1960er-Jahren  den Orchestern von Tommy Dorsey, Ray Anthony, Benny Goodman an. Seit den späten 1960er-Jahren arbeitete er u. a. mit den Sängerinnen Marlene VerPlanck (A Breath 0f Fresh Air, 1969), Toni Tennille sowie in den Bigbands von Sammy Nestico (Dark Orchid, 1981) und Les Brown (Aurex Jazz Festival '83). Im Eigenverlag entstand um 2007 Campbells einziges Album unter eigenem Namen, I’m 81 and Havin’ Fun: Daryl  „Flea“ Campbell, his Trumpet and Friends with Special Guest Lynn Roberts. Im Bereich des Jazz war er zwischen 1949 und 2007 an 37 Aufnahmesessions beteiligt. Er starb an den Folgen einer Hüftoperation.